# 巴斯贝格
巴斯贝格是德国莱茵兰-普法尔茨州的一个市镇。总面积2.32平方公里，总人口64人，其中男性31人，女性33人（2011年12月31日），人口密度28人/平方公里。